# Beaumont (Texas)
Beaumont is een stad in de Amerikaanse staat Texas en telt 118.296 inwoners. Het is hiermee de 196e stad in de Verenigde Staten (2010). De oppervlakte bedraagt 220,1 km², waarmee het de 78e stad is.

## Demografie
Van de bevolking is 13,4% ouder dan 65 jaar en bestaat voor 29,5% uit eenpersoonshuishoudens. De werkloosheid bedraagt 7,5% (cijfers volkstelling 2000). Ongeveer 7,9% van de bevolking van Beaumont bestaat uit hispanics en latino's, 45,8% is van Afrikaanse oorsprong en 2,5% van Aziatische oorsprong. Het aantal inwoners daalde van 114.417 in 1990 naar 113.866 in 2000 en steeg weer tot 118.296 in 2010.

## Klimaat
In januari is de gemiddelde temperatuur 9,8 °C, in juli is dat 27,9 °C. Jaarlijks valt er gemiddeld 1411,7 mm neerslag (gegevens op basis van de meetperiode 1961-1990).

## Geschiedenis
In 1900 telde de plaats 9.427 inwoners. De ontdekking van olie op Spindletop Hill trok veel mensen en in 1910 was de bevolking verdubbeld. Veel geld werd geïnvesteerd in de winning en verwerking van olie. Raffinaderijen werden gebouwd en pijplijnen aangelegd en nieuwe velden werden ontdekt in de buurt. Drie grote oliemaatschappijen, Texas Company (later Texaco), Gulf Oil en Humble Oil Company (later opgegaan in ExxonMobil) zijn opgericht in deze periode in Beaumont. De Magnolia-raffinaderij van Mobil, geopend in 1903, was de grootste in de plaats. Om de olie en olieproducten af te voeren kreeg Beaumont een zeehaven nadat de rivier Neches naar de Golf van Mexico was gekanaliseerd.

### Scheepswerf
In 1917 werd de Beaumont Shipbuilding & Dry Dock Company opgericht. Het was een kleine scheepsbouwer en werd in 1922 overgenomen door Pennsylvania Car & Foundry. Na de koop werd de werf omgedoopt in Pennsylvania Shipyards. De werf maakte veel sleepboten en binnenvaartschepen. Tijdens de Tweede Wereldoorlog werd de werf uitgebreid om in de vraag naar schepen te voldoen. Het fabriceerde tientallen type C1 vrachtschepen. In 1948 nam Bethlehem Steel de werf over. In de Golf van Mexico werd naar olie gezocht en hiervoor bouwde de werf veel jack-up rigs. In de jaren 80 raakte het werk op en Bethlehem Steel was in financiële problemen geraakt. Diverse activiteiten werden afgestoten waaronder de werf in 1989 aan Trinity Industries. Trinity bleef de werf gebruiken voor de bouw van schepen en repartiewerkzaamheden. Vijf jaar later ging het roer om het bedrijf ging spoorwagons maken. In 2006 nam Chicago Bridge & Iron het over en produceerde hier onderdelen en installaties voor lng-terminals.

## Religie
Sinds 1966 is de stad de zetel van een rooms-katholiek bisdom. In 2006 werd de Sint-Antoniuskathedraal van Beaumont verheven tot basilica minor.

## Plaatsen in de nabije omgeving
De onderstaande figuur toont nabijgelegen plaatsen in een straal van 16 km rond Beaumont.

## Geboren in Beaumont
- L.Q. Jones (1927-2022), acteur en filmregisseur
- Walter Davis (1931-2020), hoogspringer en basketballer
- John Barnes Chance (1932-1972), componist
- Irma P. Hall (1935), actrice
- Robert Crippen (1937), astronaut
- Billie Jo Spears (1937-2011), zangeres (country)
- Johnny Winter (1944-2014), blues-gitarist, zanger, en producer
- Bubba Smith (1945-2011), acteur
- Larry Graham (1946), basgitarist, bariton zanger, componist en platenproducer
- Edgar Winter (1946), zanger en multi-instrumentalist
- Kirk Baptiste (1962-2022), sprinter

## Overleden
- Jan van Beveren (1948-2011), Nederlands voetballer